# Trashlight Vision
 (février 2007).

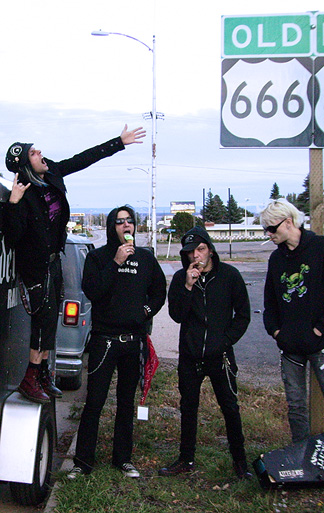
Trashlight Vision (2006)

Trashlight Vision est un groupe de punk, glam et rock fondé en 2004 par le chanteur et guitariste Acey Slade (Ex Vampire Love Dolls, Dope, Murderdolls).

## Biographie
Lassé d'être maintenu au poste restreint de guitariste depuis quelques années et obligé de subir la pause de son groupe Murderdolls (due au retour du leader Joey Jordison au sein de son groupe principal Slipknot), en 2004 Acey Slade retrouve son micro et ses partitions et plonge dans ses racines punk, entouré de quelques amis...
Originaire de New York, Trashlight Vision œuvre dans un répertoire qui pourrait être qualifié de punk’n’roll, eux-mêmes situent leur style comme un mélange entre les Ramones, Lars Fredericksen et Guns and Roses.
Pendant deux ans ils se contentent d’enchaîner les concerts et s’assurent ainsi une solide base de fans, particulièrement au Royaume-Uni… c’est d’ailleurs sous un label européen que sort finalement leur premier album Alibis and Ammunition en avril 2006. Il parait également au Japon (Avril 2006) et aux États-Unis (Juin 2007).
Après une tournée européenne en mai/Juin 2006, le groupe a aujourd’hui des fans un peu partout et ses performances live très rock’n’roll ont été largement saluées par la presse mondiale. Mais malgré son succès grandissant, le groupe cherche avant tout à garder son humilité et l’attitude Do It Yourself qui les caractérise depuis le début…

## Membres
- Acey Slade ~ Chant et guitare
- Steve Haley ~ Guitare
- Roger (Rags) Segal ~ Basse
- Len Thomas ~ Batterie

## Discographie
- EP
  - Trashlight Vision (2004)

1. My Fuck You To You
2. Scareanoid
3. Chemical Girl
4. My F**k You To You

- - Alergic to home (2005)

1. Allergic to You
2. Bored (live)
3. Black Apples (live en studio)
4. Alibis and Ammunition

- Compilation

Le titre Nola est présent sur la compilation Prom Queen Massacre (2005).
- 'Album

Alibis and Ammunition (2006)
1. Dead Waves On The Air
2. Allergic To You
3. I can’t Wait (to do nothin')
4. Screw Worm Baby
5. Facepaint Pavement
6. My Brain Is Hanging Upside Down (reprise des Ramones)
7. NOLA
8. My Fuck You To You
9. Black Apples
10. New Junk
11. Horns and Halo's
12. Sick One

Bonus de la version japonaise : Goddess et It's so easy (reprise live de Guns and Roses)